# Vera, the Gypsy Girl
Vera, the Gypsy Girl è un cortometraggio muto del 1910 diretto da Tom Ricketts.

## Trama
Trama in (EN)  di Moving Picture World  su IMDb

## Produzione
Il film fu prodotto dall'American Film Manufacturing Company.

## Distribuzione
Distribuito dalla Motion Picture Distributors and Sales Company, il film - un cortometraggio in una bobina - uscì nelle sale cinematografiche USA il 5 dicembre 1910.